# L'Appel de la forêt (téléfilm, 1997)
Pour plus de détails, voir Fiche technique et Distribution.
L'Appel de la forêt (The Call of the Wild: Dog of the Yukon) est un téléfilm canadien, adaptation du roman de Jack London L'Appel de la forêt, réalisé par Peter Svatek et sorti en 1997.

## Synopsis
Un chien nommé Buck se fait kidnapper. Il réussit à échapper à ses bourreaux qui le maltraitent, et s'enfuit. Mais plutôt que de rentrer chez lui, il se joint à une meute.

## Fiche technique
Sauf indication contraire, les informations mentionnées dans cette section peuvent être confirmées par la base de données cinématographiques IMDb,  présente dans la section « Liens externes ».
- Titre original : The Call of the Wild: Dog of the Yukon
- Titre français : L'Appel de la forêt
- Réalisation : Peter Svatek
- Scénario : Graham Ludlow, d'après le roman L'Appel de la forêt de Jack London
- Musique : Alan Reeves
- Direction artistique : Michael Devine
- Décors : Michael Devine
- Costumes : Claire Nadon
- Photographie : Sylvain Brault
- Montage : Denis Papillon
- Production : Julie Allan, Pieter Kroonenburg
- Sociétés de production : Blue Rider Pictures, Kingsborough Pictures
- Sociétés de distribution :
- Budget :
- Pays de production : Canada
- Langue originale : anglais
- Format :
- Genre : drame
- Durée : 91 minutes
- Dates de sortie :
  - États-Unis : 22 juin 1997
  - Canada : 20 septembre 1997
- Classification :
  - États-Unis :
  - France :

## Distribution
Sauf indication contraire, les informations mentionnées dans cette section peuvent être confirmées par la base de données cinématographiques IMDb,  présente dans la section « Liens externes ».
- Richard Dreyfuss : narrateur (voix)
- Raymond Ducasse : Judge Miller
- Éric Hoziel : Manuel
- Deano Clavet : Baggage Man
- Barry Blake : The Man In The Red Sweater
- Luc Morissette : M. Perrault
- Robert-Pierre Côté : Francoise
- Bernard Ranger : Government Clerk
- Burke Lawrence : Charles
- Bronwen Booth : Mercedes
- Charles Edwin Powell : Hal
- HoJo Rose : Savvy Prospector #1 (sous le nom Howard Rosenstein)
- Michel Perron : Savvy Prospector #2
- Rutger Hauer : John Thornton
- John Dunn-Hill : Hans
- Jack Langedijk : Pete
- Lynne Adams : Maggie
- John Novak (en) : Mr. Matthewson
- Steve Adams : Mr. Kerns
- Michael Shanks : compagnon de jeu #1
- Christopher Heyerdahl : compagnon de jeu #2
- Eric Cabana : Yeehat Warrior
- Mike Kanentakeron (en) : Yeehat Story Teller
- Vasko, Geesa et Gustav : le chien Buck
- Pinceau : le chien Curly
- Kino : le chien Spitz
- Dave : le chien Dave
- Pirate : le chien Billie
- Sun : le chien Solecks
- Jack, Rocky, Andy et Dixie : des chiens de l'équipe de Mercedes
- Shakespere : le chien du producteur (sous le nom Shakespeare)